# 에잇볼타운
에잇볼타운(8BallTown)은 기린(Kirin)이 설립한 대한민국의 음악 레이블 및 음반 기획 제작사이다.

## 소속 아티스트
- 기린 (KIRIN) - 가수, 프로듀서, DJ
- 미노이 (meenoi) - 싱어송라이터
- 재규어 중사 (SFC.JGR) - 가수, 프로듀서
- 브론즈 (Bronze) - 프로듀서
- 모노캣 (Monocat) - 프로듀서
- 노이지구 (Noizeegu) - 가수, 프로듀서
- 위키즈 (Wekeyz)

1. 제이슨 리 (Jason Lee) - Saxophonist, 프로듀서
2. 유누 (YUNU) - DJ, 프로듀서

- DJ Jeyon - DJ, 프로듀서
- 후쿠오 (Hookuo) - 프로듀서
- 잠비노 (Jambino) - 래퍼
- zin - 가수
- 요요 (YOYO) - B-girl Team

1. 골리 (Golly)
2. 그리티 (Greety)
3. 파파 (Papa)
4. 로지 (Rozee)